# Zuid-Afrikaanse parlementsverkiezingen 1966
De Zuid-Afrikaanse parlementsverkiezingen van 1966 vonden op 30 maart 1966 plaats en resulteerden in de grootste verkiezingsoverwinning voor de regerende Nasionale Party tot dan toe. De partij verkreeg 126 zetels (+21). De oppositie deed het slecht: de gematigde Verenigde Party verloor 10 zetels en de Progressiewe Party behield haar ene zetel.
Het aantal zetels te verdelen in de Volksraad was 166, tien meer dan bij de vorige verkiezingen. Zes zetels waren gereserveerd voor de blanke kiezers in het mandaatgebied Zuidwest-Afrika (Namibië) - sinds 1915 bestuurd door Zuid-Afrika - en deze zetels gingen allemaal naar de NP.

## Uitslag

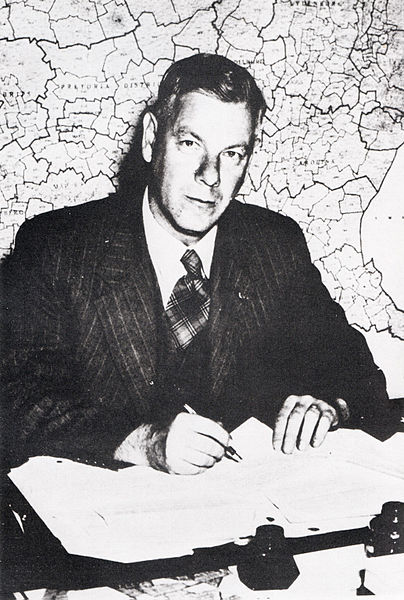
Hendrik Verwoerd

| Partij             | lijsttrekker           | %     | zetels | verschil |
| ------------------ | ---------------------- | ----- | ------ | -------- |
| Nasionale Party    | Hendrik Verwoerd       | 58,6% | 126    | +21      |
| Verenigde Party    | Sir De Villiers Graaff | 37,4% | 39     | -10      |
| Progressiewe Party | Jan Steytler           | 3,1%  | 1      | -        |
| Totaal             |                        | 99,1% | 166    |          |

Parlementsverkiezingen: 1910 · 1915 · 1920 · 1921 · 1924 · 1929 · 1933 · 1938 · 1943 · 1948 · 1953 · 1958 · 1961 · 1966 · 1970 · 1974 · 1977 · 1981 · 1984 · 1987 · 1989 · 1994 · 1999 · 2004 · 2009 · 2014 · 2019 · 2024

Referenda: 1960 · 1983 · 1992